# Virgilio Mazzocchi
Virgilio Mazzocchi, né le 22 juillet 1597 à Civita Castellana où il est mort le 3 octobre 1646, est un compositeur baroque italien, auteur de motets, de madrigaux, d'opéras et d'oratorios.

## Biographie
Élève de son frère ainé Domenico, Mazzocchi entre, comme lui, dans les ordres mineurs le 9 mai 1614. Nommé maître de chapelle de la cathédrale de sa ville natale par l’évêque Fabiani Le 24 aout 1622, il se retrouve néanmoins, dès novembre 1623, au même poste à Rome, l’église du Gesù (jusqu’au 1er juin 1628) puis à Saint-Jean-de-Latran pour trois mois seulement, avant de succéder à Paolo Agostini, mort de la peste, à la Cappella Giulia.
Également actif dans d’autres institutions romaines, Virgilio Mazzocchi a composé de la musique tant sacrée que profane et il a constitué une figure de premier plan dans le développement de l’opéra. Il fut en outre un professeur célèbre, comme en témoignera un de ses élèves, Giovanni Andrea Angelini Bontempi.
Alors qu’il s’était rendu, avec ses chanteurs de la chapelle Giulia dans sa ville natale de Civita Castellana pour célébrer la fête des saints patrons, le 16 septembre 1646, Mazzocchi tomba subitement malade et mourut 17 jours plus tard, à 49 ans. Le buste et la plaque commémorative avec une inscription à sa mémoire placée sur sa tombe par son frère Domenico a fourni quelques informations importantes à ses biographes (Raffaele Casimiri) pour reconstituer son activité. Giuseppe Ottavio Pitoni l’a décrit comme un homme charmant, et Giovanni Battista Doni a loué la modestie et la douceur des frères Mazzocchi.
Orazio Benevoli lui a succédé à Saint-Pierre.